# Jam (voedingsmiddel)

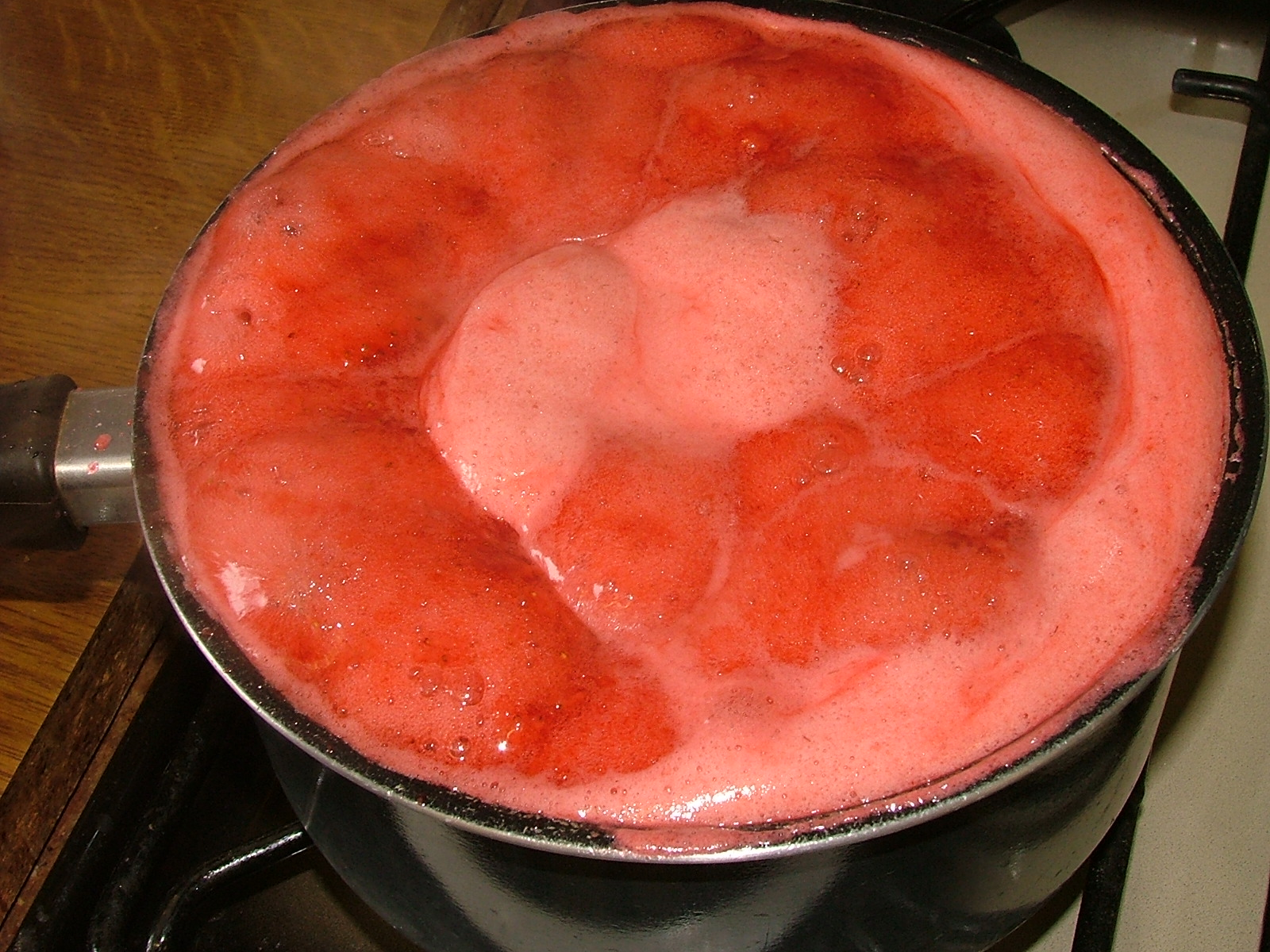
Kokende jam

Jam of confituur is een gegeleerd mengsel van pulp of moes van één of meer vruchtensoorten en suiker. Het is een voedingsmiddel dat onder andere gebruikt wordt als broodbeleg en in gebak. Het woord jam wordt vooral in Nederland gebruikt en confituur vooral in België.

## Samenstelling

### Nederland
Volgens de Nederlandse Warenwet bevat jam of confituur ten minste 350 gram vruchtenpulp per kg, bij 450 gram vruchtenpulp of meer mag het 'extra jam' (of extra confituur) heten. Voor sommige vruchten gelden lagere percentages, zoals 150 gram voor gember en 250 gram voor rode en zwarte bessen. Ook de termen (extra) gelei en marmelade zijn wettelijk beschermd. Het percentage suiker is in Nederland eveneens wettelijk beschermd. Vroeger diende dat minimaal 60% te zijn, maar dat is op 1 juli 2017 verlaagd naar 55%. Lightproducten die minder suiker bevatten, mogen daarom geen jam heten en worden bijvoorbeeld 'vruchtenspread' genoemd.

## Bereiding
Jam wordt traditioneel gemaakt door een massa vruchten in te koken met een grote hoeveelheid suiker. Behalve dat de suiker het product extra zoet maakt, heeft het ook een conserverende werking. Voorts wordt bij de bereiding van jam gebruikgemaakt van het principe van osmose: de suiker onttrekt water aan de kokende vruchten. Ook wordt er een bindmiddel toegevoegd, zodat de jam beter smeerbaar is. Een biologisch bindmiddel is pectine.
Tegenwoordig worden de vruchten met kant-en-klare geleisuiker en eventueel wat extra toegevoegde geleipoeder voor pectine-arme vruchten 4 minuten gekookt en direct daarna in steriele potjes gedaan. De geleisuiker bevat naast suiker ook pectine en citroenzuur. Voor minder zoete jam is er geleisuiker met meer pectine.

## Inmaken
Veel jam wordt direct na het bereiden ingemaakt (geweckt), zodat hij lang houdbaar blijft. De jam kan het beste zo heet mogelijk in de weckpotten worden geschonken en moet na het inmaken op een koele en donkere plaats worden bewaard.

## Soorten
Populaire soorten jam zijn:
- Aardbeienjam
- Abrikozenjam
- Bosvruchtenjam
- Bramenjam
- Kersenjam
- Kweeperenjam
- Pruimenjam
- Rozenbotteljam

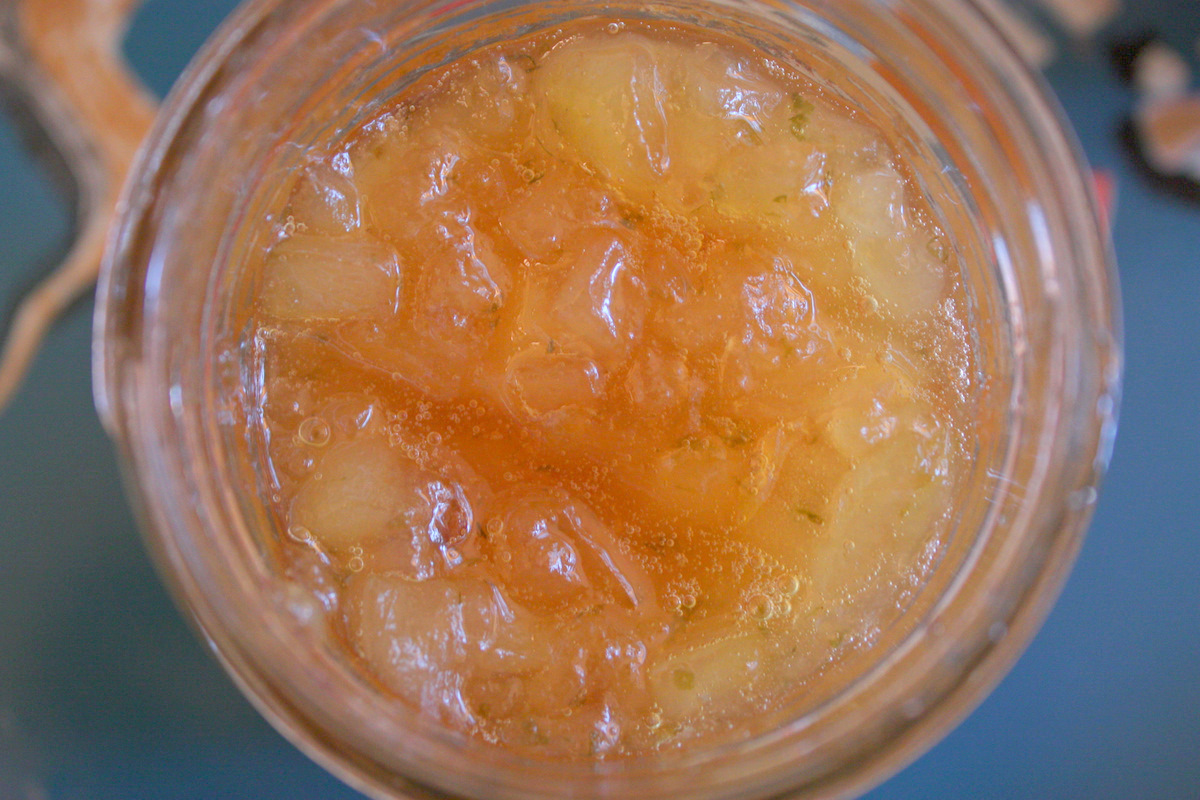
Perenjam

In de jaren 1950 was 60 procent van de jam in Nederland huishoudjam, slechts 10 procent van de jam was 'extra jam'; de betere kwaliteit was voor veel mensen te duur.
Een groot gevarieerd aanbod aan jam en aanverwante producten is te vinden op de Nationale Jammarkt. Deze wordt elk jaar op de laatste woensdag van de schoolvakantie gehouden in het Gelderse plaatsje Neede (gemeente Berkelland). Er worden vele honderden soorten jam aangeboden. De markt trekt elk jaar zo'n 30.000 tot 40.000 bezoekers.

## Verschil met confituur, gelei en marmelade

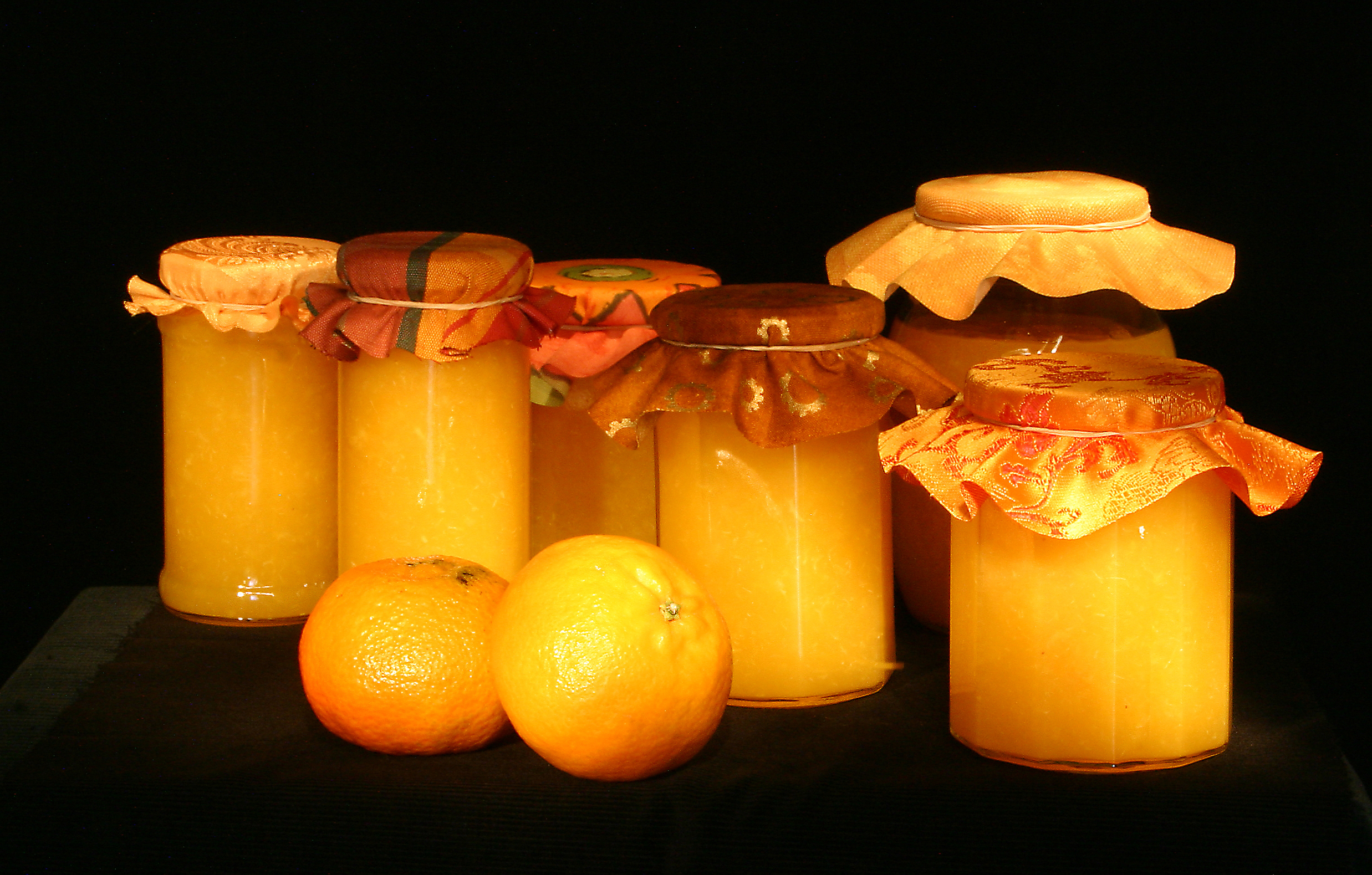
Marmelade op basis van mandarijnen

Naast jam bestaat er ook confituur en marmelade. Ze worden alle drie op dezelfde manier gemaakt, met dit verschil:
- Bij de bereiding van jam worden de vruchten gepureerd of tijdens de bereiding fijngehakt. In Belgisch Nederlands wordt dit ook confituur genoemd.
- In confituur worden hele vruchten gebruikt, al kan het zijn dat tijdens de bereiding vruchten stuk gaan.
- Bij de bereiding van gelei wordt alleen het sap van de vruchten gebruikt.
- Marmelade wordt gemaakt met (de schillen van) citrusvruchten en heeft hierdoor een bitterzoete smaak.